# Elverum
Elverum är en norsk stad som utgör centralort i Elverums kommun i Innlandet fylke.
Elverum blev stad (fick norsk "bystatus") efter ett kommunalt beslut 1996. Staden kallas också ofta Porten till Østerdalen, dalen runt älven Glomma, som sträcker sig cirka 30 mil norrut genom fylket. En person från Elverum kallas oftast "elverumsing".
Staden har två delar: Leiret öster om älven och Vestad väster om älven. Stadsdelarna binds ihop av tre broar: Glombrua, hängbron Nybrua från 1936 och Gamlebrua, som är gång- och cykelväg. Det finns även två gångbroar via Prestøya mellan Norsk Skogmuseum på östsidan och Glomdalsmuseet på västsidan. Leiret är den större delen, med flest invånare och affärer.
Elverum har ett kompakt centrum. Det finns köpcentra i norra och södra ändan med affärsgatan Storgata däremellan. Här finns flera grundskolor samt Elverum videregående skole, Elverum folkehøgskole och Høgskolen i Hedmark. Dagstidningen Østlendingen ges ut sex dagar i veckan, sedan 1901. Heradsbygd, Jømna, Sørskogbygda och Hernes är de största bygderna i kommunen. Håberget är kommunens östligaste bosättning.
År 1976 utbröt en stor skogsbrand på Starmoen strax öster om Leiret. Detta området har sedan byggts ut till Starmoen Fritidspark med bland annat flygplats, travbana, motorsportbanor och en 18-håls golfbana av internationell standard.
Elverum känt för att kung Haakon VII gav sitt berömda "nej" där till den tyska ockupationsmaktens sändebud den 9 april 1940. En bautasten till minne av detta har rests vid Elverum folkehøgskule där detta skedde. Vid gården Midtskogen,fem kilometer väster om Elverum vid Terningåa, finns en minnessten för Slaget vid Midtskogen natten mellan den 9 och 10 april 1940. I sin jakt på kung och regering bombade tyskarna Elverum sönder och samman den 11 april 1940. En del av centrumbebyggelsen ersattes tillfälligt av baracker, varav den sista användes som delikatessbutik till långt in på 1970-talet. Den återfinns nu på Glomdalsmuseet.
Första veckan i mars arrangeras varje år marknaden Grundsetmart'n. Den har sedan länge dragit folk från stora delar av Norge och Sverige. I början på augusti varje år arrangeras numera Elverumsdagene - en liknande tillställning fast under den varmare årstiden som även inkluderar bland annat De nordiske jakt- og fiskedager på Norsk skogmuseum och Festspillene i Elverum.